# Латімер (Міссісіпі)
Латімер (англ. Latimer) — переписна місцевість (CDP) в США, в окрузі Джексон штату Міссісіпі. Населення — 6720 осіб (2020).

## Географія
Латімер розташований за координатами 30°29′48″ пн. ш. 88°51′18″ зх. д. / 30.49667° пн. ш. 88.85500° зх. д. (30.496619, -88.855038).  За даними Бюро перепису населення США в 2010 році переписна місцевість мала площу 42,32 км², з яких 42,31 км² — суходіл та 0,00 км² — водойми.

## Демографія
Згідно з переписом 2010 року, у переписній місцевості мешкало 6079 осіб у 2164 домогосподарствах у складі 1642 родин. Густота населення становила 144 особи/км².  Було 2381 помешкання (56/км²).
Расовий склад населення:
| - 88,3 % — білих - 4,4 % — чорних або афроамериканців - 3,1 % — азіатів - 0,5 % — корінних американців - 1,4 % — осіб інших рас |

До двох чи більше рас належало 2,2 %. Частка іспаномовних становила 3,5 % від усіх жителів.
За віковим діапазоном населення розподілялося таким чином: 25,7 % — особи молодші 18 років, 64,4 % — особи у віці 18—64 років, 9,9 % — особи у віці 65 років та старші. Медіана віку мешканця становила 36,0 року. На 100 осіб жіночої статі у переписній місцевості припадало 102,6 чоловіків;  на 100 жінок у віці від 18 років та старших — 102,5 чоловіків також старших 18 років.
Середній дохід на одне домашнє господарство  становив 64 807 доларів США (медіана — 51 507), а середній дохід на одну сім'ю — 71 268 доларів (медіана — 62 284). Медіана доходів становила 35 146 доларів для чоловіків та 39 583 долари для жінок. За межею бідності перебувало 7,3 % осіб, у тому числі 9,3 % дітей у віці до 18 років та 5,3 % осіб у віці 65 років та старших.
Цивільне працевлаштоване населення становило 3423 особи. Основні галузі зайнятості: мистецтво, розваги та відпочинок — 21,8 %, освіта, охорона здоров'я та соціальна допомога — 19,3 %, будівництво — 15,4 %.